# Anolis propinquus
Anolis propinquus este o specie de șopârle din genul Anolis, familia Polychrotidae, descrisă de Williams 1984. Conform Catalogue of Life specia Anolis propinquus nu are subspecii cunoscute.